# Gamma Hydrae
Gamma Hydrae (γ Hya, γ Hydrae) é uma estrela na direção da constelação da Hidra Fêmea. Possui uma magnitude aparente de 3.0 . Está a 133.8 anos-luz da Terra.
O espectro indica uma classificação estelar de G8 III,. A classe luminosa de III indica que Gamma Hydrae evoluiu para uma estrela gigante após exaurir seu suprimento de Hidrogênio e seu núcleo.
A medição por interferometria permitiu estimar que o raio dessa estrela é de 13 vezes o raio solar. Ela tem 3 vezes a massa do Sol e irradia 115 vezes a luminosidade do nosso astro.  
Apesar de ter alcançado um estágio avançado no seu desenvolvimento, γ Hya é consideravelmente mais nova que o Sol, tendo apenas 372 milhões de anos. Isso se dá porque estrelas mais massivas consomem seu combustível nuclear mais rapidamente.

## Na Cultura
γ Hya aparece na bandeira do Brasil,simbolizando o estado do Acre.
No seriado Jornada nas Estrelas, a série Clássica, a nave Enterprise visita um planeta chamado Gama Hydra IV, no episódio "Os Anos mortais".